# Philippe Honoré
Philippe Honoré (25. listopadu 1941 – 7. ledna 2015) byl francouzský karikaturista. Jeho první díla byla vydána v magazánu Sud-Ouest, když mu bylo šestnáct let. V roce 1992 začal pracovat pro magazín Charlie Hebdo. Dále své kresby publikoval v dalších magazínech, jako například Les Inrockuptibles a Le Monde. Byl zastřelen v lednu 2015, ve věku 73 let, při útoku na redakci časopisu Charlie Hebdo. Mimo kreslení do časopisů byl také autorem obalů knih.